# Monika E. Müller
Monika E. Müller (* 1965) ist eine deutsche Kunsthistorikerin.

## Leben
Das Studium (1993–2001) der Kunstgeschichte, der lateinischen und italienischen Philologie an der Universität Tübingen und der Universität Urbino schloss sie als M. A. ab. Die Markel-Stiftung (Stuttgart) förderte sie von 1999 bis 2001 als Stipendiatin. Von 2001 bis 2004 war sie DFG-Promotionsstipendiatin am Graduiertenkolleg Die Bibel – ihre Entstehung und ihre Rezeption sowie Zusatzausbildung in lateinischer Paläographie des Mittelalters bei Herrad Spilling. Nach der Promotion 2005 in Tübingen über die Wandmalereien und Stuckarbeiten von San Pietro al Monte war sie von 2006 bis 2007 wissenschaftliche Mitarbeiterin am DFG-Projekt Romanische Kreuzgänge in Frankreich und Spanien, verantwortlich für den Teilbereich Quellenforschung (Consuetudines, Libri ordinarii) an der Eberhard-Karls-Universität Tübingen (Kunsthistorisches Institut; Projektleitung: Peter K. Klein). Von 2008 bis 2013 bearbeitete sie wissenschaftlich das Projekt zur Erforschung des Bernward-Psalters und der Bibliotheksgeschichte von St. Michael in Hildesheim an der Herzog August Bibliothek Wolfenbüttel. Von 2013 bis 2017 war sie wissenschaftliche Mitarbeiterin am DFG-Projekt zur Katalogisierung mittelalterlicher Handschriften der ULB Düsseldorf.
Nach der Habilitation am 27. Januar 2016 an der Georg-August-Universität Göttingen lehrt sie als Privatdozentin Kunstgeschichte, v. a. Kunstgeschichte des Mittelalters und Wandmalerei, Buchmalerei, Graphik, Skulptur in Deutschland, Frankreich, Italien (9.–16. Jh.). Ab Februar 2017 war sie wissenschaftliche Angestellte an der Staats- und Universitätsbibliothek Hamburg; Referentin für abendländische und außereuropäische Handschriften, Fachreferat Theologie und Handschriftenkunde. Seit dem 15. November 2019 ist sie Leiterin der Abteilung Sammlungen und Bestandserhaltung in der Forschungsbibliothek Gotha der Universität Erfurt.
Ihre Forschungsschwerpunkte sind Bildtradition der Apokalypse, Darstellung von Emotionen, Randbilder, Kulturtransfer, Buch- und Wissensgeschichte, lateinische Paläographie und Graphik (15. und 16. Jh.). Sie arbeitet am Projekt Romanische Kreuzgänge in Frankreich und Spanien an der Universität Tübingen und Die Chorbücher der Hamburger Katharinenkirche im Kontext ihrer Zeit (in Vorbereitung) mit.

## Schriften (Auswahl)
- als Herausgeberin mit Nicola Hille: Zeiten – Sprünge. Aspekte von Raum und Zeit in der Kunst vom Mittelalter bis zur Gegenwart. Studien zu Ehren von Peter K. Klein zum 65. Geburtstag. Schnell + Steiner, Regensburg 2007, ISBN 3-7954-1954-9.
- Omnia in mensura et numero et pondere disposita. Die Wandmalereien und Stuckarbeiten von San Pietro al Monte in Civate. Schnell + Steiner, Regensburg 2009, ISBN 3-7954-2028-8 (zugleich Dissertation, Tübingen 2005).
- als Herausgeberin: Schätze im Himmel – Bücher auf Erden. Mittelalterliche Handschriften aus Hildesheim. Ausstellung in der Herzog-August-Bibliothek Wolfenbüttel vom 5. September 2010 bis 27. Februar 2011 (= Ausstellungskataloge der Herzog-August-Bibliothek. Band 93). Herzog-August-Bibliothek, Wolfenbüttel 2010, ISBN 3-447-06381-5.
- als Herausgeberin mit Christian Heitzmann: Einen Platz im Himmel erwerben – Bücher und Bilder im Dienste des Bernwardkults. Vortragsreihe zur Ausstellung „Schätze im Himmel – Bücher auf Erden“ (= Wolfenbütteler Hefte. Band 32). Harrassowitz, Wiesbaden 2012, ISBN 3-447-06771-3.
- Der Bernward-Psalter. Harrassowitz, Wiesbaden 2012, ISBN 978-3-447-06770-6.
- Der Bernward-Psalter im Wandel der Zeiten. Eine Studie zu Ausstattung und Funktion (= Wolfenbütteler Mittelalter-Studien. Band 23). Harrassowitz, Wiesbaden 2013, ISBN 3-447-10013-3.
- als Herausgeberin: The use of models in medieval book painting. Cambridge Scholars Publishing, Newcastle upon Tyne 2014, ISBN 1-4438-5532-4.
- als Herausgeberin mit Jens Reiche: Zentrum oder Peripherie? Kulturtransfer in Hildesheim und im Raum Niedersachsen (= Wolfenbütteler Mittelalter-Studien. Band 32). Harrassowitz, Wiesbaden 2017, ISBN 3-447-10716-2.